# تازه چه خبر همسایه؟
تازه چه خبر همسایه؟ یک مجموعهٔ تلویزیونی ایرانی محصول سال ۱۳۸۰ به کارگردانی امیر سماواتی (۷ قسمت)، بهروز بقایی (۵۳ قسمت)، کارگردانی تلویزیونی مسعود فروتن، نویسندگی و تهیه‌کنندگی امیر سماواتی، شهریار اوجانی است که از شبکهٔ دو سیما پخش شد. این مجموعه در ۶۰ قسمت ۲۰ دقیقه‌ای تهیه شد.
داستان سه دوست قدیمی است، که دوستی آنها به زمان کودکی و دورهٔ دبستان برمی‌گردد و حالا دو نفر از آنها بر اثر وجود پاره‌ای مشکلات و اختلاف‌نظرها با یکدیگر قهر کرده‌اند و نفر سوم می‌کوشد به هر نحوِ ممکن آن دو را با هم آشتی دهد؛ اما همسایه بودن آن دو با یکدیگر، باعث شده‌است که همیشه با هم درگیر باشند و همین درگیری‌ها در ادامه، حوادث دیگری را پدید می‌آورَد….

## بازیگران
بازیگران ثابت
- سعید امیرسلیمانی
- سپند امیرسلیمانی
- شبنم مقدمی
- زهرا اویسی
- مرتضی احمدی
- محمد معینی
- محمدرضا کلانی
- مهرداد نظری
- سروش خلیلی

بازیگران مهمان
- محمدعلی ورشوچی
- اسماعیل داورفر
- پرستو گلستانی
- پرویز شاهین‌خو
- حسین کسبیان
- سیروس کهوری‌نژاد
- فریده دریامج
- علی جاویدفر